# Nouvelles de l'estampe
Les Nouvelles de l'estampe sont une revue scientifique française portant sur l'histoire de l'estampe, des origines à nos jours. Elle dépend du Comité national de l'estampe (jusqu'en 2012 Comité national de la gravure française) et possède ses bureaux au département des Estampes et de la Photographie de la Bibliothèque nationale de France, qui la soutient.

## Histoire
La revue est fondée en 1963 par Jean Adhémar, alors conservateur du Cabinet des estampes de la Bibliothèque nationale. Elle prend alors la forme d'un simple cahier ronéotypé mensuel.
Son fondateur explique ainsi sa création :

« Ma situation était […] paradoxale : par la Gazette [des Beaux-Arts] et par mes relations, je me trouvais en possession de toutes les informations possibles, et celles concernant mon métier, mon intérêt le plus grand, ne me servaient à rien. C'est alors que j'eus l'idée des Nouvelles, sorte de bulletin de liaison. Je me décidai donc à le publier sous l'égide du Comité national de la gravure, où je trouvai un appui moral important mais un appui financier nul. Je sortis donc de ma propre autorité et avec quelques menus prodiges d'ingéniosité une revue envoyée gratuitement, douze numéros par an. »

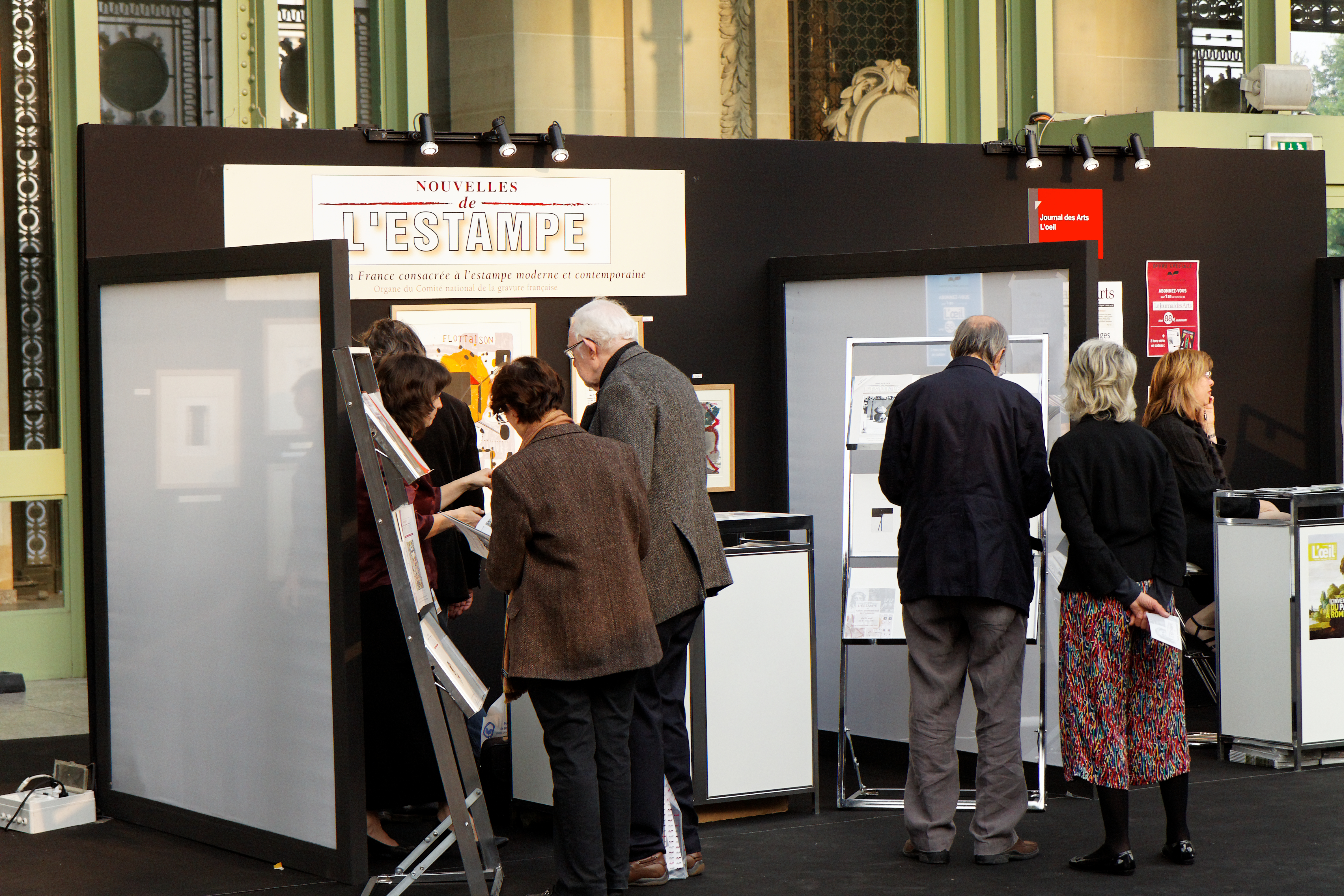
Stand au salon international de l'estampe du Grand Palais, en avril 2011

Michel Melot, devenu rédacteur en chef en 1971, la fait profondément évoluer. Elle devient une revue scientifique qui accueille des études de fond sur l'estampe ancienne et contemporaine, tout en poursuivant son rôle de signalement des actualités. Elle est alors bimestrielle.
Gérard Sourd introduit des numéros thématiques et crée un numéro double.
La revue connaît une nouvelle évolution à partir de 2011. Rémi Mathis modifie la maquette pour systématiser la couleur et change la périodicité afin de répartir le même nombre de pages sur quatre numéros et non cinq. Il affirme travailler sur deux axes : améliorer le contenu en donnant envie aux meilleurs chercheurs d'y publier et en sélectionnant les articles avec rigueur ; donner plus de visibilité à la revue et mieux partager le résultat de la recherche qui y est publiée, notamment par le biais de l'open access.
La revue a cessé de paraître en papier depuis 2018 et est publiée en ligne sur OpenEdition Journals - les numéros parus depuis 2009 y sont disponibles. L'intégralité de la revue est numérisée et disponible dans Gallica Intramuros.
La revue a édité plusieurs estampes au cours de son histoire, notamment de Pierre Alechinsky, Jean-Luc Parant (2006), Jean-Michel Alberola (2009), François Houtin (2013), etc.
La revue est dépouillée dans la Bibliography of the history of art (Getty Research Institute) dans la Bibliographie de l'histoire de France (CNRS) et par la Fundación Dialnet . Elle est signalée dans Index savant, le portail des revues scientifiques de la Francophonie et les sommaires mentionnés dans La Tribune de l'art .

## Liste des rédacteurs en chef
La liste des directeurs de la publication n'est pas donnée car il s'agit toujours du président du Comité national de la gravure française (devenu Comité national de l'estampe en 2012).
- 1963-1971 : Jean Adhémar[4]
- 1971-1982 : Michel Melot[4]
- 1982-1988 : Marcelle Elgrishi-Gautrot[4]
- 1988-1991 : Marianne Grivel[4]
- 1991-2010 : Gérard Sourd[4]
- 2010-2021 : Rémi Mathis[4]
- 2022-2024 : Chloé Perrot